# Круглоуніверситетська вулиця
Круглоуніверсите́тська ву́лиця — вулиця в Печерському районі м. Києва, місцевості Бессарабка, Липки. Пролягає від Крутого узвозу (поблизу Бессарабської площі) до Лютеранської вулиці.
До Круглоуніверситетської вулиці прилучаються Банкова вулиця, Крутий узвіз (вдруге) і провулок Івана Козловського.

## Історія
Круглоуніверситетська вулиця запроєктована у 1836 році і прокладена у 1836 — на початку 1837 року. Передбачалася як найбільш пологий на той час проїзний шлях з Печерська, де з 1834 року містилися помешкання Київського університету, до нового корпусу останнього (на теперішній Володимирській вулиці). Згадується у квітні 1837 року як Університетський узвіз, у вересні того ж року як Університетська вулиця. Того ж 1837 року в одному з рапортів Будівельного комітету Міської думи її характеризують як вулицю «у фігурі двох напівциркулів», звідки і походить сучасна назва (офіційно затверджена у 1869 році). У верхній частині увібрала в себе відрізок колишнього узвозу Пащенка (тепер Крутий узвіз).
Перепад висот між верхньою та нижньою позначками становить понад 16 м. Вулицю стали інтенсивно забудовувати з кінця 70-х років XIX століття будинками порівняно невеликої поверховості. До 20-х років XX століття нумерація будинків на вулиці йшла згори донизу, тобто від Лютеранської до Бессарабки. Незважаючи на складний рельєф вулиці, тут у 1905-1938 роках курсував трамвай.

## Трамвайна катастрофа
17 серпня 1939 року сталася велика катастрофа на одній з найнебезпечніших ліній київського трамвая того часу, на Круглоуніверситетській вулиці; виною, в черговий раз, був «людський фактор». На розі вулиць Орджонікідзе й Енгельса (Банкової та Лютеранської), перед початком крутого спуску до Бессарабської площі, візник зіткнувся з вагоном № 804 18-го маршруту й розбив у ньому скло. Вагоновод вийшов з вагона для розмови з візником і забув привести в дію механічне гальмо. Через те, що трамвай не рухався, тиск повітря в пневматичній системі поступово знизився, повітряне гальмо перестало діяти, й некерований вагон покотився вниз по ухилу. Зійшовши з рейок внизу спуску, вагон перекинувся на розі Басейної вулиці. Кількість жертв і постраждалих достеменно невідома: у той час таку інформацію вже приховували від публіки. У листопаді того ж року відбувся суд над винуватцями катастрофи. Вагоновода та головного інженера служби колії трамвайного тресту засудили до трьох років позбавлення волі кожного, головного інженера трамвайного парку імені Леніна, до якого був приписаний вагон – до року позбавлення волі умовно, з випробувальним терміном у два роки.

## Пам'ятки архітектури
- буд. № 2/1 — житловий будинок співробітників обласної міліції (1933–1935). Зведений архітектором Павлом Савичем у стилі конструктивізм.
- буд. № 4 — житловий будинок (кінець XIX — початок XX століття).
- буд. № 6 — житловий будинок (кінець XIX — початок XX століття).
- буд. № 7 — житловий прибутковий будинок (1914–1915 роки) Київського доброчинного товариства, у стилі неокласицизм. Архітектор Микола Даміловський. На шостому поверсі в комунальній квартирі мешкала родина Малакових.
- буд. № 9 — Гімназія № 86 «Консул» (Київ).
- буд. № 10 — особняк 1892 року. Зведений архітектором Андрієм-Фердінандом Крауссом у стилі неокласицизм.
- буд. № 12 — особняк початку XX століття. Зведений архітектором І. Бєляєвим у стилі неокласицизм.
- буд. № 14 — житловий прибутковий будинок (кінець XIX — початок XX століття).
- буд. № 15 — житловий прибутковий будинок (кінець XIX — початок XX століття).
- буд. № 16 — прибутковий будинок (1892–1893 рр.; 1957 р.)
- буд. № 19/28 — житловий прибутковий будинок (кінець XIX — початок XX століття).

## Особи, пов'язані з вулицею
- У будинку № 4 в квартирі під № 8 мешкав живописець О. Кержнер;
- У будинку № 6 мешкала художниця О. Екстер;
- У будинку № 12 у 1918 році містився театр «Студія», який очолювала визначна польська театральна діячка Станіслава Висоцька. В театрі також працювали польський письменник Ярослав Івашкевич, лікар і декоратор-аматор Гжегож Станіславський;
- У будинку № 15 мешкав мистецтвознавець Ф. Ернст;
- У будинку № 17-А (не зберігся); мешкав музикознавець М. О. Грінченко;
- У будинку № 20/1 (не зберігся); у 1906 році жила мешкала Анна Ахматова; будинок належав родичу — київському правнику В. М. Вакару.

## Важливі установи
- Відділення поштового зв'язку № 24 АТ «Укрпошта» (буд. № 17)
- Державний департамент пожежної безпеки Державної служби України з надзвичайних ситуацій (буд. № 20/1)
- Державний спеціальний проектний інститут МВС України (буд. № 16/7)
- Посольство Ірану в Україні (буд. № 12)
- Представництво Європейського Союзу в Україні (буд. № 10)
- Гімназія № 86 «Консул» (буд. № 9)